# Landkreis Neubistritz
Der Landkreis Neubistritz war von 1938 bis 1945 eine Gebietskörperschaft im Großdeutschen Reich im südlichen Teil Böhmens. Der
Verwaltungssitz war Neubistritz.
1939 erfolgte die Eingliederung des Landkreises mit 58 Gemeinden in den Reichsgau Niederdonau.

## Landräte
1938–1940: Mayer-Falk
1940–1942: Friedl
1942–1945: Sedivy